# Hitzhofen
Hitzhofen (bairisch Hitzhofa) ist eine Gemeinde im oberbayerischen Landkreis Eichstätt.

## Geografie

### Lage
Der Ort Hitzhofen liegt in der Region Ingolstadt, etwa zwölf Kilometer südöstlich von Eichstätt und drei Kilometer nördlich von Eitensheim auf der Hochfläche der Südlichen Frankenalb.

### Gemeindegliederung
Die Gemeinde hat fünf Gemeindeteile (in Klammern ist der Siedlungstyp angegeben):
- Baumfeld (Einöde)
- Hitzhofen (Pfarrdorf)
- Hofstetten (Pfarrdorf)
- Mühlthal (Einöde)
- Oberzell (Dorf)

Oberzell schließt sich nordwestlich an Hitzhofen an. Mühlthal liegt einen Kilometer westlich, Baumfeld eineinhalb Kilometer nördlich von Hitzhofen.

## Geschichte

### Bis zur Gemeindegründung
Hitzhofen liegt an einer vorrömischen Straße. 1129 wurde ein „Udalrich de Hutishoven“, ein Ortsadeliger, als Eichstätter Ministeriale genannt. Im 12. Jahrhundert hatte das Kloster Plankstetten hier Besitz. Später kam der Ort an das Hochstift Eichstätt, das ab 1500 im Fränkischen Reichskreis lag.
Das Amt des Hochstiftes Eichstätt fiel im Reichsdeputationshauptschluss 1803 mit dem größten Teil des hochstiftischen Gebietes an das Fürstentum Eichstätt des Erzherzogs Ferdinand von Toskana. Seit den Friedensverträgen von Brünn und Preßburg 1805 gehört der Ort zu Bayern. Im Zuge der Verwaltungsreformen im Königreich Bayern entstand mit dem Gemeindeedikt von 1818 die heutige Gemeinde.
Bei der Volkszählung 1861 hatte der Ort Hitzhofen 272 Einwohner und 61 Gebäude, Hofstetten 348 Einwohner und 143 Gebäude, Oberzell 151 Einwohner und 56 Gebäude.

### Verwaltungsgeschichte
Seit der Gebietsreform, die am 1. Juli 1972 in Kraft trat, gehört sie dem oberbayerischen Landkreis Eichstätt in seiner neuen Gestalt an. Von 1. Mai 1978 bis zum 31. Dezember 1993 war sie ein Mitglied der Verwaltungsgemeinschaft Eitensheim, seit 1994 ist sie wieder eine Einheitsgemeinde mit eigener Verwaltung.

### Eingemeindungen
Im Zuge der Gebietsreform in Bayern wurde am 1. Januar 1971 die Gemeinde Oberzell eingegliedert. Hofstetten kam am 1. Mai 1978 hinzu.

### Einwohnerentwicklung
Zwischen 1988 und 2018 wuchs die Gemeinde von 1928 auf 2926 um 998 Einwohner bzw. um 51,8 %.
| Stand     | 1961 | 1970 | 1987 | 1991 | 1995 | 2000 | 2005 | 2010 | 2015 | 2020 |
| --------- | ---- | ---- | ---- | ---- | ---- | ---- | ---- | ---- | ---- | ---- |
| Einwohner | 1270 | 1467 | 1892 | 2111 | 2358 | 2496 | 2745 | 2871 | 2871 | 2989 |

## Religion
Es existieren die katholischen Pfarreien Hitzhofen/Lippertshofen zum Bruder Klaus von Flüe und Hofstetten St. Nikolaus. Das Pfarrhaus und das Pfarrheim St. Willibald ist in Hitzhofen.

## Politik

### Gemeinderat
Der Gemeinderat von Hitzhofen hat nach der Kommunalwahl am 15. März 2020 14 Mitglieder aus folgenden Fraktionen:
- CSU: 6 Sitze
- SPD: 6 Sitze
- Bürgerforum: 2 Sitze[7][8]

### Bürgermeister
Erster Bürgermeister ist seit dem 1. Mai 2014 Roland Sammüller (SPD).

### Wappen
| Wappen von Hitzhofen | Blasonierung: „Geteilt von Rot und Silber; oben ein aus der Teilungslinie wachsender goldener Löwe, unten ein in drei dreiblättrige grüne Kleeblätter ausgezogener grüner Schildfuß.“ |
| Wappen von Hitzhofen | Wappenbegründung: Die Feldfarben Rot und Silber sind die Farben des Hochstifts Eichstätt. Sie erinnern daran, dass das heutige Gemeindegebiet von Hitzhofen mit den früher selbstständigen Gemeinden Oberzell (eingemeindet 1971) und Hofstetten (1978) bis 1803 zum Territorium des Hochstifts Eichstätt gehörte. Die frühere Burg in Hofstetten, die sich seit 1466 in Besitz des Hochstift befand, wurde nach Zerstörungen im Dreißigjährigen Krieg bis Ende des 17. Jahrhunderts von den Fürstbischöfen zu einem barocken Jagdschloss umgestaltet. Der aus der Teilung wachsende Löwe im oberen Feld wurde aus dem älteren Familienwappen der Schenk von Geyern übernommen, die aus Hofstetten stammten und 1122 erstmals genannt werden. Heinrich von Hofstetten wurde 1276 mit der Burg Geyern belehnt; die Familie nannte sich bald nach Geyern und konnte in der Folgezeit ihren Besitz vermehren. Die drei Kleeblätter im Schildfuß weisen als redende Figur auf die alte Marienwallfahrt Maria im Klee in Hitzhofen hin. Dieses Wappen wird seit 1983 geführt. |

## Kultur und Sehenswürdigkeiten

### Hitzhofen

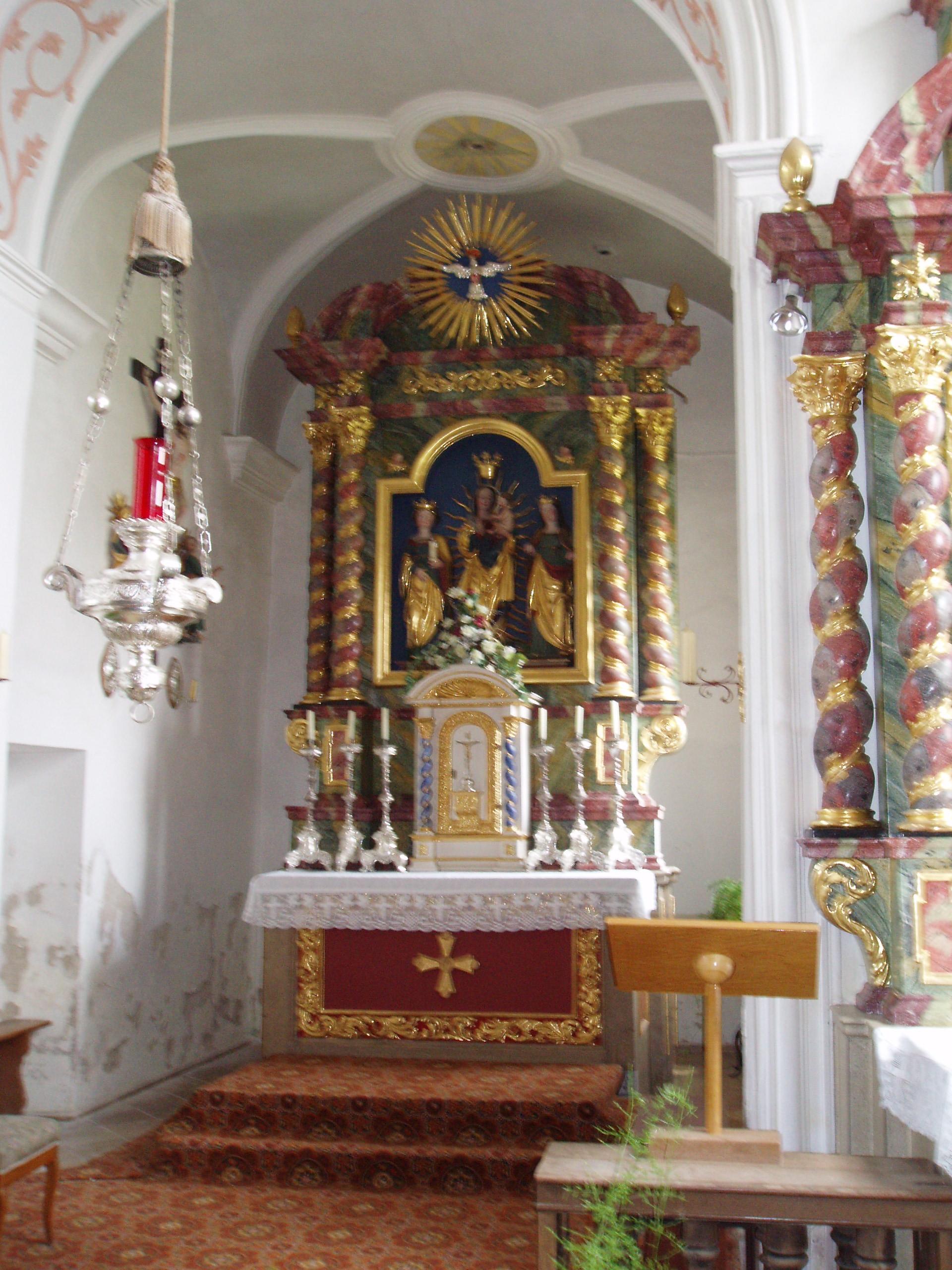
Hochaltar der alten Pfarrkirche Hitzhofen

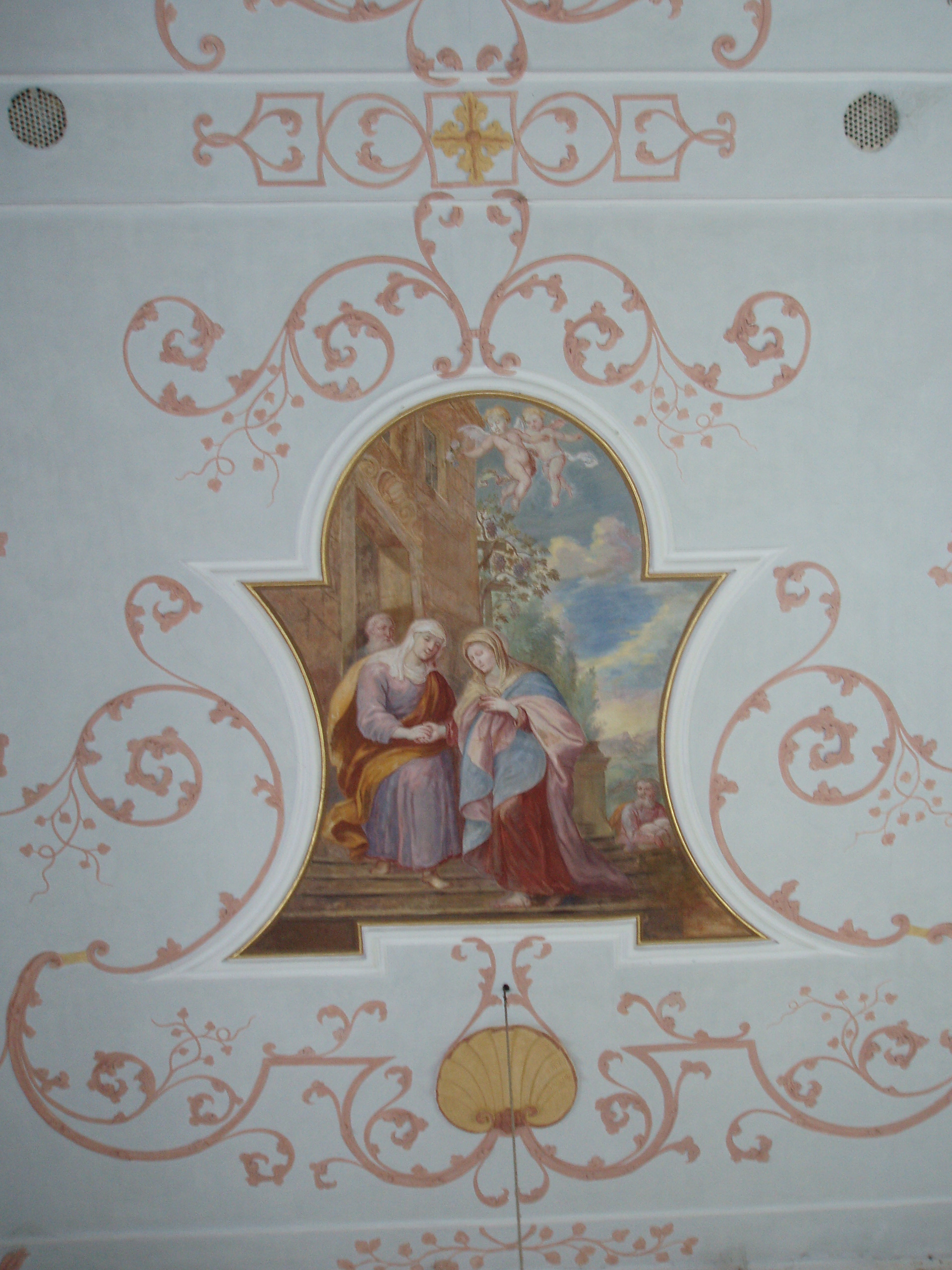
Stuck in der alten Pfarrkirche Hitzhofen

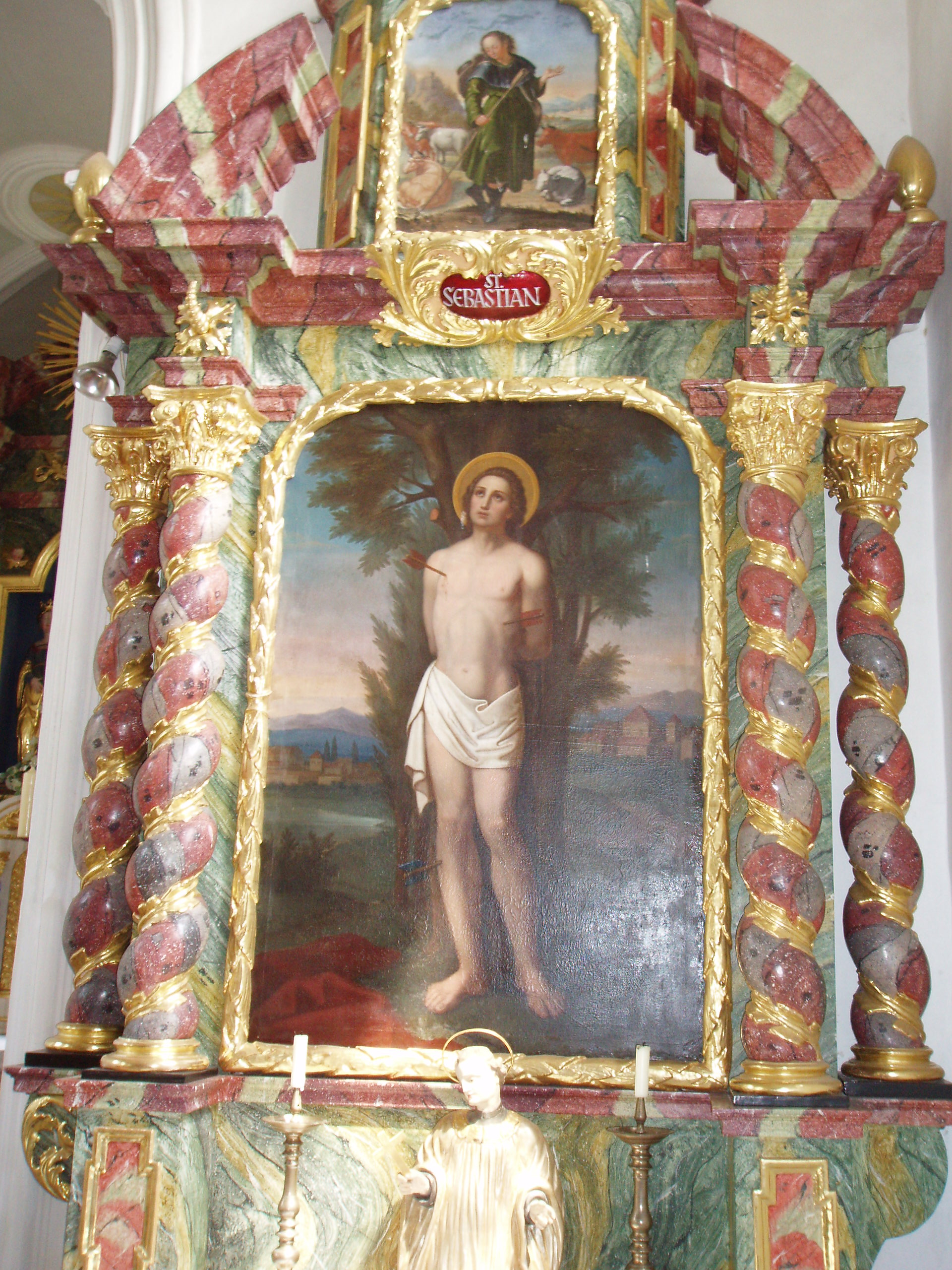
Barocker Seitenaltar mit Nazarener-Altarbild St. Sebastian in der alten Pfarrkirche Hitzhofen

- Die alte Pfarrkirche „Mariä Heimsuchung“ ist ein barocker Bau von 1722. Eine Vorgängerkirche wurde zwischen 1182 und 1189 durch Bischof Otto von Eichstätt geweiht. 1594 wurde sie restauriert und konsekriert und wurde im Laufe der Zeit eine vielbesuchte Wallfahrtsstätte; zudem gab es hier noch im 18. Jahrhundert die alte Marienwallfahrt „Maria im Klee“, deren Ursprung im Dunkeln liegt. Noch heute kennt man das Sprichwort: „Appertshofen am See, Hitzhofen im Klee, Pettenhofen am Sand, sind drei Kirchen wohlbekannt.“ Um 1596 hat der Kirchturm sein heutiges Aussehen mit den Zinnengiebeln erhalten. Gabriel de Gabrieli hat 1722/23 das Langhaus entweder neu gebaut oder umgestaltet und verlängert und die Sakristei neu gebaut; es ist sein erster Kirchenbau im Landkreis Eichstätt. Bauleiter war Johann Rigalia der Jüngere. Nachträglich, 1728, wurde der Chorbogen ausgebrochen und höhergeführt. Die Stuckaturen, wohl vom Eichstätter Stuckateur Jakob Egg, und die Deckengemälde sind von 1722. Die Konsekration erfolgte am 4. Oktober 1722. Der Hochaltar ist barock von 1700. Statt eines Altarbildes steht in einer Nische das Wallfahrtsbild, eine Marien-Holzplastik (von 1470/80). Auch die Seitenaltäre sind barock, um 1700 entstanden; die Altarbilder sind später im Nazarener-Stil gemalt. Die Stuckkanzel ist ein Frührokokowerk von 1722 von Giuseppe Venino. – Die Sage erzählt, dass es im Mittelalter in Hitzhofen ein Frauenkloster gegeben hat, vielleicht stand es im Zusammenhang mit dem Ortsadel von Hitzhofen, von dem 1289 ein Heinrich von Hütteshofen erwähnt wird.
- Die neue Pfarrkirche „Nikolaus von der Flüe“ wurde 1966/67 vom Münchner Architekten F. Haindl als Zentralbau in Form eines unregelmäßigen Fünfecks, dessen Mitte der Altar bildet, erbaut und birgt ältere Kunstwerke. Mit der alten Kirche ist sie durch einen Flachbau, der die Sakristei enthält, verbunden.

### Hofstetten
- Jura-Bauernhof-Museum

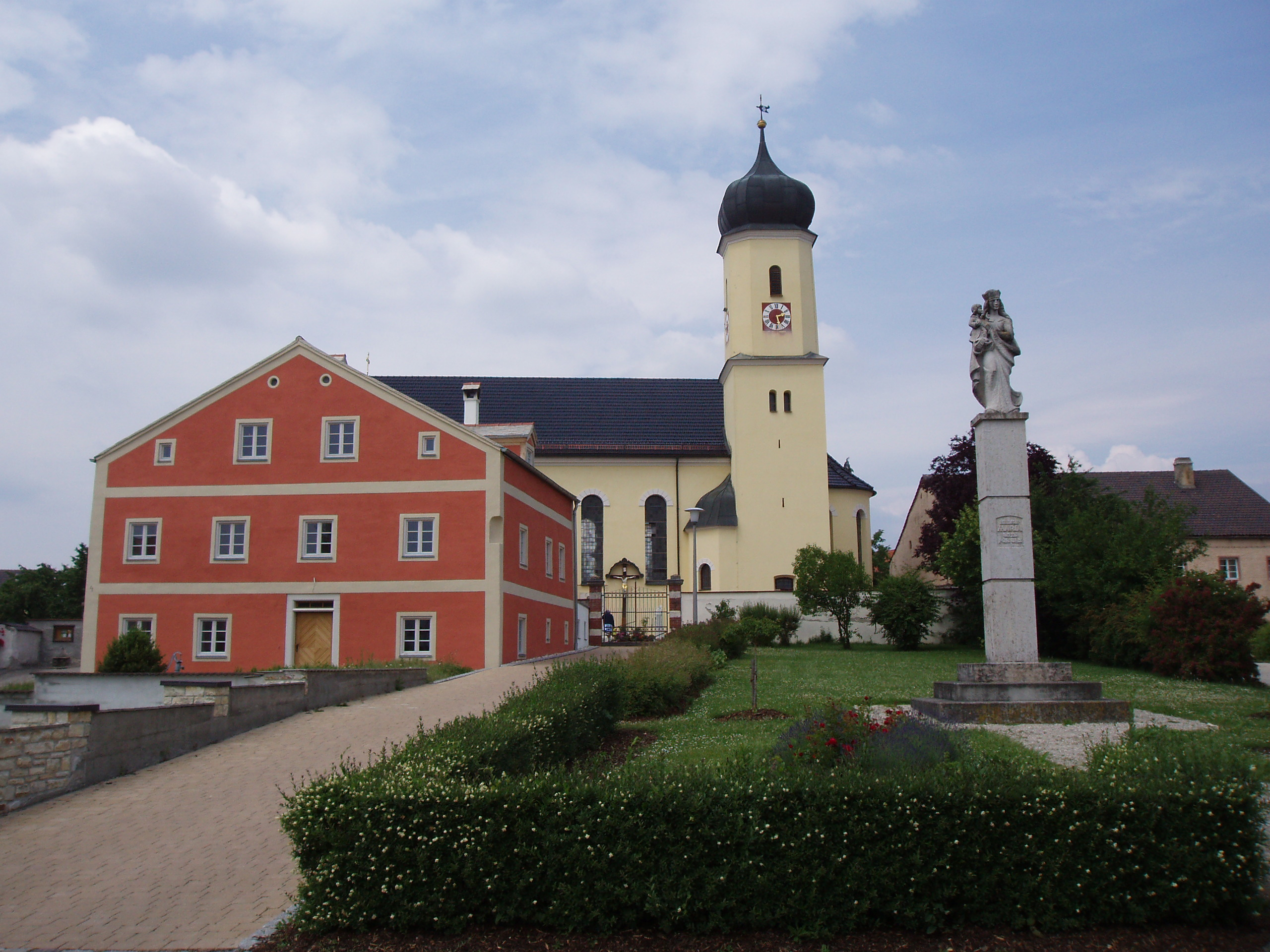
Hofstetten, Pfarrkirche

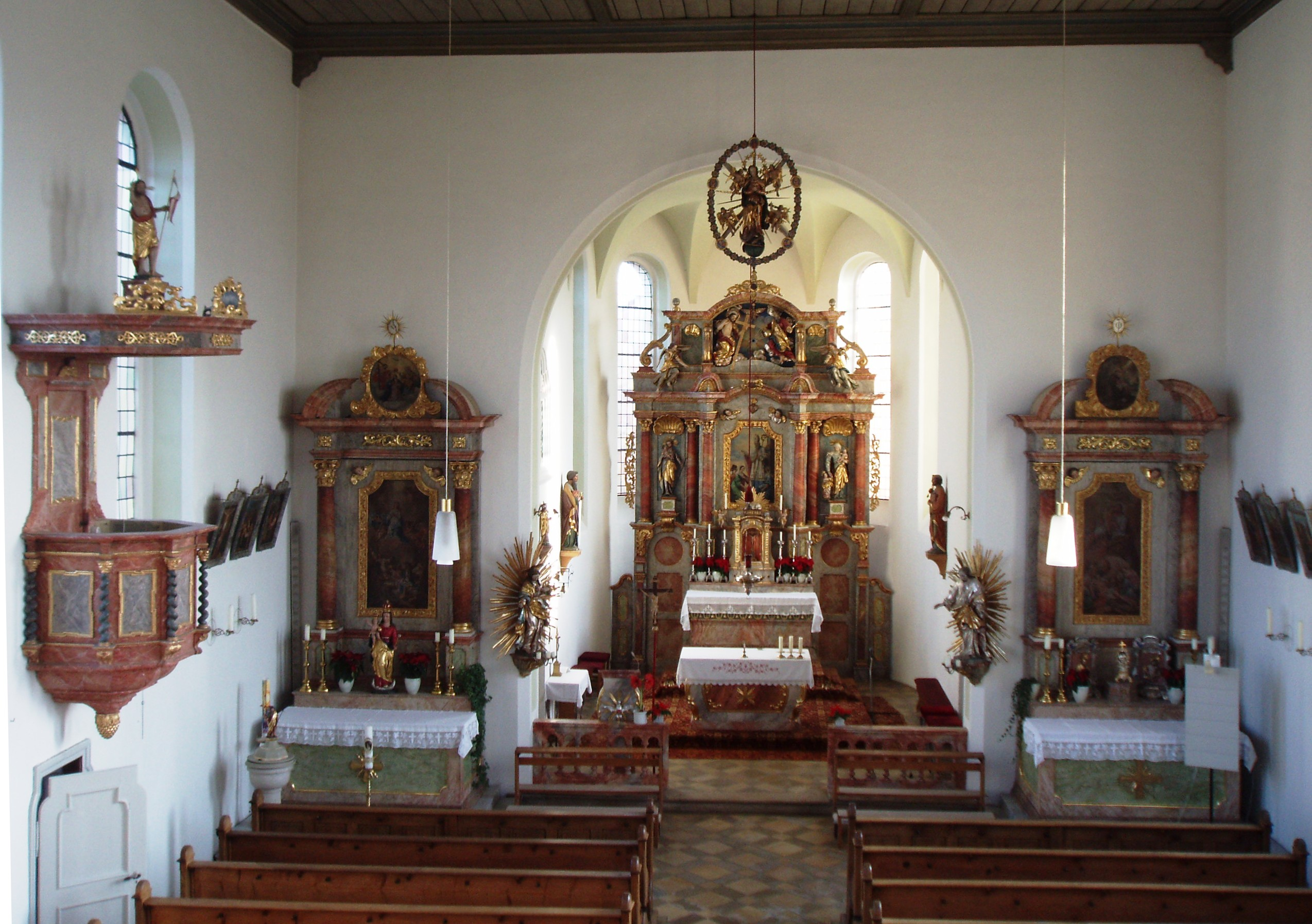
Hofstetten, Pfarrkirche, Barockausstattung

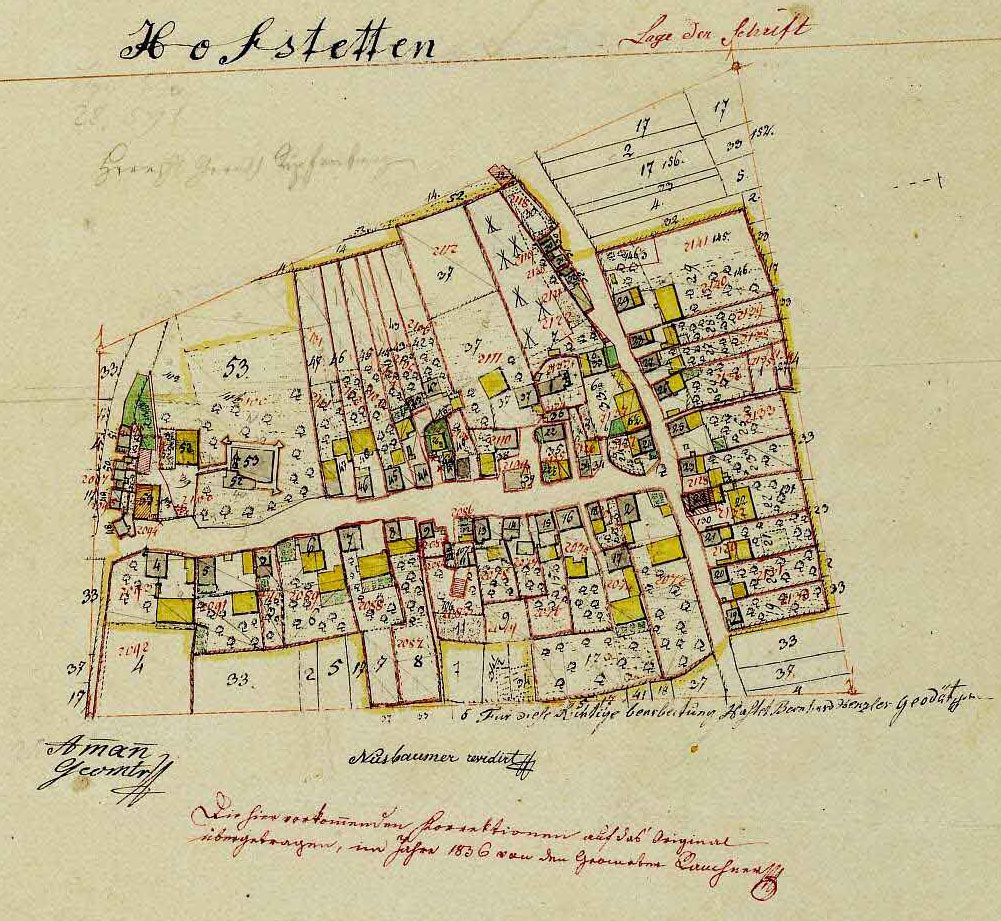
Ortsplan Hofstetten von 1813

- Das Schloss Hofstetten, heute im Privatbesitz, war seit 1466 dem Hochstift Eichstätt einverleibt. Im Dreißigjährigen Krieg wurde es von den Schweden schwer geplündert. 1694 wurde das fürstbischöfliche Jagdschloss, eine rechteckige Weiherhausanlage mit mittelalterlichem Bergfried, in der heutigen Gestalt von Jakob Engel vollendet. Neben dem fürstbischöflich-jagdlichen Zweck diente das Schloss den Ingolstädter Jesuiten als Feriendomizil.
- Die Pfarrkirche St. Nikolaus ist ein barocker Neubau von 1710, der im Auftrag von Fürstbischof Johann Anton I. Knebel von Katzenelnbogen nach Plänen von Jakob Engel errichtet wurde, und 1896 durch einen neugotischen Neubau von Friedrich Niedermeier, Regensburg, ersetzt wurde. Mit der Restaurierung 1937/38 wurde die barocke Ausstattung des Vorgängerbaus wieder hergestellt. Bischof Otto von Eichstätt weihte hier zwischen 1182 und 1189 eine Vorgängerkirche, von der noch der Turm steht; über dem romanischen Unterbau erhebt sich ein barocker Aufbau des 18. Jahrhunderts mit Kuppel. Von den Holzfiguren im Innern ist ein spätgotisches Relief der Geburt Christi mit drei singenden Engeln erwähnenswert (um 1480). Der heilige Josef mit dem Jesuskind ist eine „edle Arbeit“ (Mader, Kunstdenkmäler) um 1780, eventuell von Joseph Anton Breitenauer. An der rechten Langhauswand hängt ein Renaissance-Kruzifix aus der Werkstatt von Loy Hering. Die barocke Kanzel wurde 1960 aus St. Sebasti, Ingolstadt, erworben. Auf dem Friedhof findet man einige Grabsteine der Rokokozeit und des Klassizismus.
- Der ehemalige Pfarrhof wird erstmals 1616 erwähnt. Er weist Wappen des Eichstätter Fürstbischofs Johann Christoph von Westerstetten auf und ist ein zweigeschossiger Bau im Jurahaus-Stil.
- Westlich von Hofstetten sind die Reste einer spätkeltischen Viereckschanze nachgewiesen.
- Liste der Baudenkmäler in Hofstetten.

### Wattenhofen
- St. Vitus-Kapelle des abgegangenen Ortes Wattenhofen, mit ehemaligem Friedhof, von Bischof Gundekar II. (reg. 1037–1075) geweiht, 1742 Bau einer Eremitage durch Jakob Horneis,[11] 1803 auf Befehl der toskanischen Regierung samt der Einsiedelei abgebrochen, die Kapelle 1850 neu erbaut. Im Innern befindet sich eine Holzplastik des hl. Vitus.

### Oberzell
- In der Nähe von Oberzell finden sich Hügelgräber aus der jüngeren Hallstattzeit.

### Mühlthal
- Im Gemeindeteil Mühlthal, der seit der Auseinandersetzung um das Hirschberger Erbe 1305 fürstbischöflich-hochstiftisch war, steht eine Kapelle von 1852.
- Nördlich des Weilers befindet sich ein Grabhügel aus der Hallstattzeit.

## Wirtschaft und Infrastruktur

### Wirtschaft einschließlich Land- und Forstwirtschaft
Die Gemeindesteuereinnahmen betrugen im Jahr 2021 umgerechnet 3468 Tausend Euro. Im Jahr 2022 erzielte Hitzhofen Einnahmen aus der Gewerbesteuer in Höhe von 503 Tausend Euro. Mit einem Gewerbesteuerhebesatz von 340 % zählt die Gemeinde zu den steuerlich attraktiven Standorten Deutschlands. Hitzhofen ist etwa steuerlich deutlich günstiger als die Landeshauptstadt München (Gewerbesteuerhebesatz 490 %).
Im Jahr 2021 gab es nach der amtlichen Statistik 172 sozialversicherungspflichtig Beschäftigte am Arbeitsort. Sozialversicherungspflichtig Beschäftigte am Wohnort gab es insgesamt 1175. Im verarbeitenden Gewerbe gab es einen Betrieb, im Bauhauptgewerbe zwei Betriebe. Zudem bestanden im Jahr 2020 23 landwirtschaftliche Betriebe mit einer landwirtschaftlich genutzten Fläche von 1182 ha, davon waren 1020 ha Ackerfläche und 162 Hektar Dauergrünfläche.

### Bildung
2022 gab es folgende Einrichtungen:
- 2 Kindertageseinrichtungen: 132 Betreuungsplätze, 127 Kinder
- 1 Volksschule: 10 Lehrkräfte, 208 Schülerinnen und Schüler

## Persönlichkeiten
- Joseph Schreiber (1899–1972), Verwaltungsjurist, Landrat
- Siegfried Schneider (* 1956), MdL, Bayerischer Staatsminister als Leiter der Bayerischen Staatskanzlei, sowie Vorsitzender der CSU Oberbayern; seit 1. Oktober 2011 Präsident der Bayerischen Landeszentrale für neue Medien.

## Freiwillige Feuerwehr
Die Freiwillige Feuerwehr Hitzhofen-Oberzell besitzt ein Löschgruppenfahrzeug 8/6 von 1993 und ein Mannschaftstransportfahrzeug von 2014.